# Anders Bodin (arkitekt)
Anders Bodin, född 1951, är en svensk arkitekt.
Anders Bodin var åren 2004-2018 ledamot av Skönhetsrådet och från 2010 dess ordförande. Han är verksam som kulturarvsspecialist vid Statens fastighetsverk och driver sitt eget arkitektkontor vid Mariatorget i Stockholm.
Tidigare var Bodin universitetslektor i formlära och husbyggnad samt studierektor  vid Arkitekturskolan KTH. Han var även vice ordförande i Sveriges Arkitekter. Sedan 2008 har han årligen givit ut ”Arkitektens handbok”.
Bodin är sedan 2018 ordförande i föreningen Haga-Brunnsvikens Vänner.

## Citat
I samband med att Statens fastighetsverk anlitar 70 slotts- och husarkitekter och att ännu fler byggnadsminnen får sin egen arkitekt menade Anders Bodin om arkitektens roll i samhället:
| ” | Om man generaliserar kan man säga att dagens byggvärld degraderat arkitekten till att vara formgivare. Genom att vi nu upphandlat husarkitekter som generalkonsulter med ansvar för helheten, kan man säga att vi på sätt och vis återupprättar arkitekten som beställarens sammanhållande rådgivare – den vanliga arkitektrollen i övriga Europa. | „ |